# يوجين راسيل هسندريكس
يوجين راسيل هسندريكس (بالإنجليزية: Eugene Russell Hendrix)‏ هو قسيس أمريكي، ولد في 1847، وتوفي في 1927.